# Trichardis lucifera
Trichardis lucifera är en tvåvingeart som beskrevs av H. Oldroyd 1974. Trichardis lucifera ingår i släktet Trichardis och familjen rovflugor.
Artens utbredningsområde är Namibia. Inga underarter finns listade i Catalogue of Life.